# Tori Amos
Tori Amos (rođ. Myra Ellen Amos (Newton, Sjeverna Karolina, 22. kolovoza 1963.), američka klaviristica i kantautorica.
Tori Amos poznata je po korištenju klavirom kao svojim glavnim instumentom i po snažnim emocionalnim pjesmama koje obuhvaćaju širok spektar tema poput seksualnosti, religije i osobnih životnih tragedija. Neki od njezinih najpoznatijih singlova su "Crucify", "Silent All These Years", "Cornflake Girl", "Caught a Lite Sneeze", "Professional Widow", "Spark" and "A Sorta Fairytale".
Imala je dva dvostruka platinasta, tri platinasta i jedan zlatni album u SAD-u. Poznata po svojim ekscentričnim i ponekad čak i nepristojnim komentarima tijekom svojih koncerata i na intervjuima, stekla je reputaciju vrlo osebujne umjetnice.
Udana je za Marka Hawleya s kojim ima jednu kćer, Natashyu Lórien Hawley.

## Biografija
Tori je bila treće dijete Dr. Edisona i Mary Ellen Amos u Newtonu, Sjeverna Karolina, rođena na putu od njihovog doma u Georgetownu (Washington D.C.) do bolnice u Newtonu. Kada je imala dvije i pol godine njezina se obitelj preselila u Baltimore, u državi Maryland, gdje je počela svirati klavir. Do navršene 5. godine života već je počela skladati instrumentalne skladbe na klaviru, a do navršene 9. godine počela je pisati i stihove za svoje skladbe.
1968.g., dok je živjela u Rockvilleu, Maryland, osvojila je stipendiju za Peabody glazbeni konzervatorij. Sa svojih 5 godina, bila je najmlađa osoba koja je ikad pohađala tu školu. U 11. godini, izgubila je pravo na stipendiju i morala je napustiti školu zbog sve većeg interesa za rock i popularnu glazbu. Dvije godine kasnije, počela je studirati na Montgomery koledžu i usput svirajući klavir u barovima, uz oca koji je slao pjesme koje je napisala različitim glazbenim izdavačkim kućama.
Prvi je puta zapažena kada je pobijedila na lokalnom Teen Talent natjecanju 1977.g., pjevajući pjesmu "More then just a friend". Do vremena kada je krenula u srednju školu, već je bila vrlo poznata u Washington D.C.-u. U srednjoj je školi na tradicionalnim školskim izborima izabrana kao najtalentiranija učenica i kao učenica koja ima najviše šansi da ostvari uspjeh kasnije u životu. U zadnjem razredu srednje škole, zajedno sa svojim bratom Mikeom Amosom napisala je pjesmu "Baltimore" koja je pobijedila na lokalnom natjecanju i postala njezin prvi singl.
Još prije navršenih 18 godina uspoređivana je s pjevačicom Kate Bush zbog osebujnog pjevačkog stila. 

## Albumi
- Little Earthquakes (1992)
- Under the Pink (1994)
- Boys for Pele (1996)
- From the Choirgirl Hotel (1998)
- To Venus and Back (1999)
- Strange Little Girls (2001)
- Scarlet's Walk (2002)
- The Beekeeper (2005)
- American Doll Posse (2007)
- Abnormally Attracted to Sin (2009)
- Midwinter Graces (2009)
- Night of Hunters (2011)
- Gold Dust (2012)
- Unrepentant Geraldines (2014)
- Native Invander (2017)
- Ocean to Ocean (2021)
- The Music of Tori and the Muses (2025)

## CD singlovi, B-strane, soundtrack
Još od ranih dana glazbene karijere Tori Amos poznata je po izdavanju opsežne kolekcije CD singlova usporedno sa svojim albumima. Jedno od njenih najprodavanijih ranih izdanja bila je EP ploča s pjesmom "Crucify". Njezina sklonost dodavanju pjesama s B-strana svojim singlicama odigrala je vrlo važnu ulogu u stvaranju njezine popularnosti i zadobivanja pohvala kako publike tako i kritike u ranim danima karijere, posebice obrada Nirvanine pjesme "Smells like teen spirit".

Tori se, također, vrlo rano u karijeri počela rado odazivati pozivima da sudjeluje u stvaranju kako soundtrackova iz mnogih filmova (među ostalim i Igračke, Higher Learning, Nemoguća misija II, Velika očekivanja i Osmijeh Mona Lise) tako i komplilacija i projekata drugih glazbenika (uključujući i Al Stewarta, Toma Jonesa i Sandru Bernhard). Do današnjeg dana ostvarila je preko 100 pjesama koje nisu dio njezinih albuma (ne računajući live verzije pjesama niti remikse).

## Turneje
Tori Amos jedna je od najaktivnijih svjetski poznatih glazbenika po broju turneja koje su gotovo uvijek potpuno rasprodane. S izvođenjem pjesama započela je još 1976.g. u barovima i klubovima, ali pod svojim umjetničkim imenom prvi put počinje nastupati po klubovima u Londonu 1991.g. Od tada je održala preko 950 koncerata i osvojila je peto mjesto u anketi časopisa Rolling Stone u konkurenciji najboljih nastupa uživo. Njeni su koncerti poznati i po tome da se liste pjesama koje se izvode mijenjaju za svaki koncert.

Kada je 2005.g. objavljeno da kreće na novu turneju, sve karte za 14 koncerata u SAD-u rasprodale su se za manje od 10 minuta nakon otvaranja blagajni. Usprkos jednako uspješnim proljetnim i ljetnim turnejama po Europi i Australiji, na turneji Summer of Sin 2005 rasprodana su samo 2 koncerta (Boston i Houston), dok ostali nisu zbog priprema za turneju u povodu albuma Scarlet's Walk, koja nikad nije održana.
- Little Earthquakes Tour (1992)
- Under the Pink Tour (1994)
- Dew Drop Inn Tour (1996)
- Plugged '98 Tour (1998)
- Five and a Half Weeks Tour / To Dallas and Back (1999)
- Strange Little Tour (2000/2001)
- On Scarlet's Walk / Lottapianos Tour (2003)
- Original Sinsuality Tour / Summer of Sin (2005)
- American Doll Posse World Tour (2007)

## Vanjske poveznice
- toriamos.com, tori.com - službene web stranice
- Everything Tori  Arhivirana inačica izvorne stranice od 3. veljače 2018. (Wayback Machine)
- Tori Amos na All Music glazbenom vodiču  Arhivirana inačica izvorne stranice od 26. srpnja 2020. (Wayback Machine)
- Tori Amos na Virb.com  Arhivirana inačica izvorne stranice od 5. srpnja 2007. (Wayback Machine)